# Гальберштадт, Виталий Эммануилович
Виталий-Самсон Эммануилович Гальберштадт (при рождении Гальберштат; фр. Vitaly Halberstadt, 7 мая 1903, Одесса — 25 октября 1967, Париж) — французский шахматист и шахматный композитор-этюдист. Международный мастер и судья международной категории по шахматной композиции (1957). «Это был выдающийся шахматный композитор, этюды которого отличались изяществом и служили пособием при изучении эндшпилей».

## Биография
Родился 7 мая (по старому стилю) 1903 года в Одессе, в семье выпускника Императорского Новороссийского университета Эммануила Самсоновича Гальберштата (1878—?) и Брайны (Берты) Ароновны Гальберштат (в девичестве Винокур, 1881—1942), дочери одесского мещанина. Родители заключили брак в Одессе 31 марта 1902 года. Дед, Самсон Самуилович Гальберштадт, был одесским купцом (1835—1885). После переезда в Санкт-Петербург (не позднее 1905 года) отец практиковал как присяжный поверенный (позже присяжный стряпчий) и семья жила в Солдатском переулке, № 6. Позже он был мировым судьёй, состоял служащим столичного мирового округа, принимал участие в съездах мировых судей, член партии меньшевиков; в 1918 году служил в иностранном отделении Комиссариата внутренних дел Союза Коммун Северной области.
В 1907—1914 годах Виталий Гальберштадт учился в Частной гимназии и реальном училище Б. Г. Ягфельда в Петербурге. В 1919 году учился в Петроградском университете. В 1919 году семья эмигрировала в Германию (в Берлине Гальберштадт завершил гимназическое образование); в 1920 году его семья эмигрировала во Францию (сначала в Марсель, затем в Париж).
В 1925 году 22-летний Гальберштадт разделил первое место в шахматном чемпионате Парижа с Абрамом Барацем. Он и в дальнейшем принимал участие во многих французских турнирах и чемпионатах. В 1956—1966 годах Гальберштадт редактировал раздел этюдов журнала «Thèmes-64». «Женился на русской, хорошо знал русский язык и охотно помогал коллегам из СССР, посещавшим Париж». 2 марта 1935 года в Париже Виталий Гальберштадт женился на Марии Ильиничне Левит (?—1962), уроженке Екатеринослава; их дочь Татьяна родилась в 1942 году.
Начал составлять этюды с 1924 года (в том же году появились его первые публикации). Всего опубликовал около 200 этюдов и 25 задач, из которых 20 отмечены первыми призами на конкурсах, а 19 включены в Альбомы ФИДЕ. Как и его друг Андре Шерон, Гальберштадт предпочитал темы аналитического характера. В июне 1932 года Эдмон Лансель опубликовал в издательстве «Éditions de l'Échiquie» тиражом в одну тысячу экземпляров книгу Гальберштадта «L’оpposition et les cases conjugées sont réconciliées» — шахматное руководство, посвященное нескольким специальным проблемам эндшпиля, макет и обложку книги создал Марсель Дюшан. После трагической гибели его жены в дорожной аварии в 1962 году (в которой его сын Эммануэль был тяжело ранен) оставил занятия композицией.
В 1937 году был посвящён в масонство в русской парижской ложе «Гермес» № 558 Великой ложи Франции, занимал в ней различные должности; (обрядоначальник, эксперт, привратник, хранитель печати и т. д.). После закрытия ложи (в 1956 году) вместе с последними её членами присоединился к другой русской ложе — Астрея № 500, членом которой был до кончины. Учился на юридическом факультете Сорбонны, а затем до начала Второй мировой войны работал в фирме «Simmons Mattress». В июле 1942 года в ходе массовой облавы на евреев. французскими властями были арестованы дочь и мать Гальберштадта; жене с дочерью с помощью полицейского удалось бежать, а его мать Берта Гальберштадт была депортирована и погибла в Освенциме. Виталий Гальберштадт с женой поселились в парижском пригороде Баньё по поддельным документам, их дочь воспитывалась во французской семье в Пуату (их сын Эммануэль, родившийся в 1944 году, тоже первые месяцы своей жизни провёл в приёмной семье); семье удалось воссоединиться лишь после освобождения Парижа. В 1957 году Гальберштадты получили французское гражданство и в том же году он стал международным арбитром шахматных композиций.
Похоронен в Париже, на кладбище Отой.

## Избранные этюды
|   | a | b | c | d | e | f | g | h |   |
| - | --- | --- | --- | --- | --- | --- | --- | --- | - |
| 8 | g8 белый слон · e7 белый король · g7 чёрный король · f5 белая пешка · e2 чёрный конь · h2 чёрный конь | g8 белый слон · e7 белый король · g7 чёрный король · f5 белая пешка · e2 чёрный конь · h2 чёрный конь | g8 белый слон · e7 белый король · g7 чёрный король · f5 белая пешка · e2 чёрный конь · h2 чёрный конь | g8 белый слон · e7 белый король · g7 чёрный король · f5 белая пешка · e2 чёрный конь · h2 чёрный конь | g8 белый слон · e7 белый король · g7 чёрный король · f5 белая пешка · e2 чёрный конь · h2 чёрный конь | g8 белый слон · e7 белый король · g7 чёрный король · f5 белая пешка · e2 чёрный конь · h2 чёрный конь | g8 белый слон · e7 белый король · g7 чёрный король · f5 белая пешка · e2 чёрный конь · h2 чёрный конь | g8 белый слон · e7 белый король · g7 чёрный король · f5 белая пешка · e2 чёрный конь · h2 чёрный конь | 8 |
| 7 | g8 белый слон · e7 белый король · g7 чёрный король · f5 белая пешка · e2 чёрный конь · h2 чёрный конь | g8 белый слон · e7 белый король · g7 чёрный король · f5 белая пешка · e2 чёрный конь · h2 чёрный конь | g8 белый слон · e7 белый король · g7 чёрный король · f5 белая пешка · e2 чёрный конь · h2 чёрный конь | g8 белый слон · e7 белый король · g7 чёрный король · f5 белая пешка · e2 чёрный конь · h2 чёрный конь | g8 белый слон · e7 белый король · g7 чёрный король · f5 белая пешка · e2 чёрный конь · h2 чёрный конь | g8 белый слон · e7 белый король · g7 чёрный король · f5 белая пешка · e2 чёрный конь · h2 чёрный конь | g8 белый слон · e7 белый король · g7 чёрный король · f5 белая пешка · e2 чёрный конь · h2 чёрный конь | g8 белый слон · e7 белый король · g7 чёрный король · f5 белая пешка · e2 чёрный конь · h2 чёрный конь | 7 |
| 6 | g8 белый слон · e7 белый король · g7 чёрный король · f5 белая пешка · e2 чёрный конь · h2 чёрный конь | g8 белый слон · e7 белый король · g7 чёрный король · f5 белая пешка · e2 чёрный конь · h2 чёрный конь | g8 белый слон · e7 белый король · g7 чёрный король · f5 белая пешка · e2 чёрный конь · h2 чёрный конь | g8 белый слон · e7 белый король · g7 чёрный король · f5 белая пешка · e2 чёрный конь · h2 чёрный конь | g8 белый слон · e7 белый король · g7 чёрный король · f5 белая пешка · e2 чёрный конь · h2 чёрный конь | g8 белый слон · e7 белый король · g7 чёрный король · f5 белая пешка · e2 чёрный конь · h2 чёрный конь | g8 белый слон · e7 белый король · g7 чёрный король · f5 белая пешка · e2 чёрный конь · h2 чёрный конь | g8 белый слон · e7 белый король · g7 чёрный король · f5 белая пешка · e2 чёрный конь · h2 чёрный конь | 6 |
| 5 | g8 белый слон · e7 белый король · g7 чёрный король · f5 белая пешка · e2 чёрный конь · h2 чёрный конь | g8 белый слон · e7 белый король · g7 чёрный король · f5 белая пешка · e2 чёрный конь · h2 чёрный конь | g8 белый слон · e7 белый король · g7 чёрный король · f5 белая пешка · e2 чёрный конь · h2 чёрный конь | g8 белый слон · e7 белый король · g7 чёрный король · f5 белая пешка · e2 чёрный конь · h2 чёрный конь | g8 белый слон · e7 белый король · g7 чёрный король · f5 белая пешка · e2 чёрный конь · h2 чёрный конь | g8 белый слон · e7 белый король · g7 чёрный король · f5 белая пешка · e2 чёрный конь · h2 чёрный конь | g8 белый слон · e7 белый король · g7 чёрный король · f5 белая пешка · e2 чёрный конь · h2 чёрный конь | g8 белый слон · e7 белый король · g7 чёрный король · f5 белая пешка · e2 чёрный конь · h2 чёрный конь | 5 |
| 4 | g8 белый слон · e7 белый король · g7 чёрный король · f5 белая пешка · e2 чёрный конь · h2 чёрный конь | g8 белый слон · e7 белый король · g7 чёрный король · f5 белая пешка · e2 чёрный конь · h2 чёрный конь | g8 белый слон · e7 белый король · g7 чёрный король · f5 белая пешка · e2 чёрный конь · h2 чёрный конь | g8 белый слон · e7 белый король · g7 чёрный король · f5 белая пешка · e2 чёрный конь · h2 чёрный конь | g8 белый слон · e7 белый король · g7 чёрный король · f5 белая пешка · e2 чёрный конь · h2 чёрный конь | g8 белый слон · e7 белый король · g7 чёрный король · f5 белая пешка · e2 чёрный конь · h2 чёрный конь | g8 белый слон · e7 белый король · g7 чёрный король · f5 белая пешка · e2 чёрный конь · h2 чёрный конь | g8 белый слон · e7 белый король · g7 чёрный король · f5 белая пешка · e2 чёрный конь · h2 чёрный конь | 4 |
| 3 | g8 белый слон · e7 белый король · g7 чёрный король · f5 белая пешка · e2 чёрный конь · h2 чёрный конь | g8 белый слон · e7 белый король · g7 чёрный король · f5 белая пешка · e2 чёрный конь · h2 чёрный конь | g8 белый слон · e7 белый король · g7 чёрный король · f5 белая пешка · e2 чёрный конь · h2 чёрный конь | g8 белый слон · e7 белый король · g7 чёрный король · f5 белая пешка · e2 чёрный конь · h2 чёрный конь | g8 белый слон · e7 белый король · g7 чёрный король · f5 белая пешка · e2 чёрный конь · h2 чёрный конь | g8 белый слон · e7 белый король · g7 чёрный король · f5 белая пешка · e2 чёрный конь · h2 чёрный конь | g8 белый слон · e7 белый король · g7 чёрный король · f5 белая пешка · e2 чёрный конь · h2 чёрный конь | g8 белый слон · e7 белый король · g7 чёрный король · f5 белая пешка · e2 чёрный конь · h2 чёрный конь | 3 |
| 2 | g8 белый слон · e7 белый король · g7 чёрный король · f5 белая пешка · e2 чёрный конь · h2 чёрный конь | g8 белый слон · e7 белый король · g7 чёрный король · f5 белая пешка · e2 чёрный конь · h2 чёрный конь | g8 белый слон · e7 белый король · g7 чёрный король · f5 белая пешка · e2 чёрный конь · h2 чёрный конь | g8 белый слон · e7 белый король · g7 чёрный король · f5 белая пешка · e2 чёрный конь · h2 чёрный конь | g8 белый слон · e7 белый король · g7 чёрный король · f5 белая пешка · e2 чёрный конь · h2 чёрный конь | g8 белый слон · e7 белый король · g7 чёрный король · f5 белая пешка · e2 чёрный конь · h2 чёрный конь | g8 белый слон · e7 белый король · g7 чёрный король · f5 белая пешка · e2 чёрный конь · h2 чёрный конь | g8 белый слон · e7 белый король · g7 чёрный король · f5 белая пешка · e2 чёрный конь · h2 чёрный конь | 2 |
| 1 | g8 белый слон · e7 белый король · g7 чёрный король · f5 белая пешка · e2 чёрный конь · h2 чёрный конь | g8 белый слон · e7 белый король · g7 чёрный король · f5 белая пешка · e2 чёрный конь · h2 чёрный конь | g8 белый слон · e7 белый король · g7 чёрный король · f5 белая пешка · e2 чёрный конь · h2 чёрный конь | g8 белый слон · e7 белый король · g7 чёрный король · f5 белая пешка · e2 чёрный конь · h2 чёрный конь | g8 белый слон · e7 белый король · g7 чёрный король · f5 белая пешка · e2 чёрный конь · h2 чёрный конь | g8 белый слон · e7 белый король · g7 чёрный король · f5 белая пешка · e2 чёрный конь · h2 чёрный конь | g8 белый слон · e7 белый король · g7 чёрный король · f5 белая пешка · e2 чёрный конь · h2 чёрный конь | g8 белый слон · e7 белый король · g7 чёрный король · f5 белая пешка · e2 чёрный конь · h2 чёрный конь | 1 |
|   | a | b | c | d | e | f | g | h |   |

Решение:
1.f5-f6+ Крg7-h8!

2.Сg8-d5! Кe2-d4 Вариант 2. … Кe2-f4 см ниже.

3.Сd5-e4 Кh2-g4

4.f6-f7 Кd4-f5+!

5.Сe4:f5 Кg4-h6 

6.f7-f8Л+! с выигрышем

Другой вариант:

2. … Кe2-f4

3.Сd5-e4 Кh2-g4

4.f6-f7 Кf4-g6+!

5.Сe4:g6 Кg4-h6

6.f7-f8С!! с выигрышем. Нельзя 6.f8Л+? Крg7! 7.Сc2 Кg8+ 8.Крe8 Кf6+ с вечным шахом.

## Труды
- Halberstadt V., Duchamp M. L’Opposition et les cases conjugées sont réconciliées. Paris — Bruxelles: 1932.
- Halberstadt V. Curiosités tactiques des finales. Paris: 1954. Здесь 77 его этюдов.